# Khebdib
Khebdib (en rus: Хебдиб) és un poble del Daguestan, a Rússia, que en el cens del 2010 tenia 33 habitants. Pertany al districte rural de Gunib.